# إدارة الموارد البشرية الإلكترونية
إدارة الموارد البشرية الإلكترونية هي التخطيط والتنفيذ وتطبيق تكنولوجيا المعلومات لدعم وتواصل ما لا يقل عن اثنين من الفاعلين الفرديين أو الجماعيين في أداء أنشطة الموارد البشرية المشتركة.
إدارة الموارد البشرية الإلكترونية ليست نفسها نظام معلومات الموارد البشرية الذي يشير إلى أنظمة تكنولوجيا المعلومات المستخدمة في إدارة الموارد البشرية. وليست نفسها أيضا إدارة الموارد البشرية الافتراضية والتي يعرفها ليباك وسنيل على أنها "... هي بنية معتمدة على الشبكات مبنية على الشراكات وتتوسطها تقنيات المعلومات لمساعدة المنظمة في الحصول على رأس المال الفكري وتطويره ونشره".
إدارة الموارد البشرية الإلكترونية في جوهرها تفويض وظائف الموارد البشرية للإدارة والموظفين. يتم الوصول إلى هذه الوظائف عادة عبر الشبكة الداخلية أو قنوات تكنولوجيا الويب الأخرى. يخفف تمكين المديرين والموظفين من أداء بعض وظائف الموارد البشرية المختارة العبء عن إدارة الموارد البشرية مما يتيح للموظفين التركيز أقل على الجوانب التشغيلية وأكثر على العناصر الاستراتيجية للموارد البشرية ويتيح للمنظمات تخفيض مستويات توظيف إدارة الموارد البشرية حيث يتم تخفيف العبء الإداري. من المتوقع أن تصبح هذه التغييرات أكثر وضوحا مع تطوير إدارة الموارد البشرية الإلكترونية وتأصلها في ثقافة الأعمال ولكن لم تظهر بشكل كبير حتى الآن. تشير دراسة أجراها معهد شؤون الأفراد والتنمية في عام 2007 إلى أن "البحوث الأولية تشير إلى أن التطورات التي تم التعليق عليها كثيرا مثل الخدمات المشتركة والاستعانة بالخارج والموارد البشرية الإلكترونية لم تكن لها تأثير كبير على التكاليف أو أعداد الموظفين".

## الأدوار
تلعب إدارة الموارد البشرية الإلكترونية دورا هاما في ممارسات الموارد البشرية الحديثة. تشمل الموارد البشرية التقليدية مجموعة متنوعة من الوظائف مثل التوظيف والاختيار والتطوير والتعويض والاحتفاظ بالموظفين وتقييمهم وترقيتهم داخل المؤسسة. يمكن تكييف هذه الوظائف إلى حد كبير في العالم الافتراضي. ومع ظهور إدارة الموارد البشرية الإلكترونية والعمليات الافتراضية في عالم الأعمال تواجه مهنة الموارد البشرية تحديا كبيرا.
إدارة الموارد البشرية الإلكترونية التي غالبا ما يُنظر إليها كالنظير الحديث لإدارة الموارد البشرية تشترك في بعض الأشباه مع وظائف إدارة الموارد البشرية المختلفة. تتضمن هذه الوظائف التخطيط لاحتياجات المؤسسة واكتساب الموارد البشرية وتحسين الأداء الفردي والمؤسسي وتوفير مكافآت الموظفين والحفاظ على الموارد البشرية.
استغلال تكنولوجيا إدارة الموارد البشرية الإلكترونية كأداة لتنفيذ استراتيجيات الموارد البشرية وسياساتها وإجراءاتها. تساعد هذه الحلول التكنولوجية في تنسيق وظائف الموارد البشرية مع احتياجات المؤسسة في إطار شبكي. توفر تكنولوجيا إدارة الموارد البشرية الإلكترونية بوابة يمكن من خلالها للمديرين والموظفين وخبراء الموارد البشرية استرداد واستخراج أو تعديل المعلومات المتعلقة بإدارة الموارد البشرية داخل المؤسسة. بالإضافة إلى ذلك قد يؤدي دمج إدارة الموارد البشرية الإلكترونية إلى تقليل الاعتماد على المحترفين في الموارد البشرية حيث يتم القضاء على الدور الوسيط في عمليات الموارد البشرية.
يتجه قادة الموارد البشرية بشكل متزايد إلى التكنولوجيا والإجراءات التحليلية التي تقدمها لاتخاذ القرارات التي تسهم في النجاح العام للمؤسسة. تتمتع ممارسات إدارة الموارد البشرية الإلكترونية بالقدرة جعل إدارة الموارد البشرية أكثر استراتيجية وقابلة للتكيف وفعالة من حيث التكلفة. تعتبر تكنولوجيا تكنولوجيا المعلومات وعدد من الخبراء يتوقعون أن تصبح التوقعات المخصصة الأداة الأساسية لمحترفي الموارد البشرية.
انتشار الإنترنت بسرعة في العقد الماضي قد زاد بشكل كبير من قبول واستخدام إدارة الموارد البشرية الإلكترونية. تنطوي إدارة الموارد البشرية الإلكترونية على استخدام تكنولوجيا المعلومات لدعم وتوصيل مؤسسة واحدة على الأقل من الكيانات الفردية أو الجماعية في تنفيذ مهام الموارد البشرية. تأتي فكرة الموارد البشرية الافتراضية إلى الصدارة نظرا لتعقيد تكنولوجيا المعلومات المتزايد والخيارات الموسعة التي توفرها. أظهرت الاستطلاعات التي أجريت بين استشاريي الموارد البشرية زيادة مستمرة في عدد المؤسسات التي تعتمد إدارة الموارد البشرية الإلكترونية ومدى دمجها في هذه المؤسسات. تمكن تكنولوجيا المعلومات الشركات تدريجيا من تقديم خدمات الموارد البشرية المحسنة ويتوقع العديد من الخبراء أن تصبح التوقعات المخصصة الأداة الأساسية لمحترفي الموارد البشرية.
تلعب إدارة الموارد البشرية الإلكترونية دورا حاسما في تعزيز الأداء من خلال استغلال التقدم التكنولوجي السريع. يمكن للابتكار التكنولوجي أن يمكن وظيفة الموارد البشرية من التركيز على المهام التي تضيف قيمة مما يتيح للمؤسسة الاستفادة الكاملة من إمكانات التكنولوجيا وتوافقها مع الأهداف الاستراتيجية للمؤسسة. أهم ميزة لاعتماد ممارسات إدارة الموارد البشرية الإلكترونية هي تحرير الموظفين في قسم الموارد البشرية من الوظائف الوسيطة مما يتيح لهم التركيز على التخطيط الاستراتيجي والنمو داخل قسم الموارد البشرية.

## الأنواع
يمكن تقسيم إدارة الموارد البشرية الإلكترونية إلى ثلاثة أنواع: التشغيلية والعلاقاتية والتحويلية.

### إدارة الموارد البشرية الإلكترونية التشغيلية
تتعمق إدارة الموارد البشرية الإلكترونية التشغيلية الفئة الأولى في مجال مهام الموارد البشرية الإدارية مع التركيز على وظائف مثل إدارة الرواتب وصيانة بيانات الموظفين الشخصية. في هذا النطاق يتم تقديم خيار حاسم أمام المؤسسات: إما أن يكلفوا موظفيهم بتحديث معلوماتهم الشخصية من خلال موقع إلكتروني لإدارة الموارد البشرية سهل الاستخدام أو أن يكلفوا فريق إداري مخصص بهذه المسؤولية. يعكس هذا الاختيار الاستراتيجي التطور الذي يشهده إدارة الموارد البشرية حيث يقوم اعتماد تكنولوجيا إدارة الموارد البشرية الإلكترونية ليس فقط بتبسيط العمليات العملية ولكن أيضا بتمكين الموظفين من المشاركة الفعالة في إدارة بياناتهم الشخصية.

### إدارة الموارد البشرية الإلكترونية العلاقاتية
تلعب إدارة الموارد البشرية الإلكترونية العلاقاتية الفئة الثانية دورا مركزيا في تعزيز مختلف العمليات الأساسية في المؤسسات. ويشمل ذلك أنشطة مثل التدريب والتوظيف وإدارة الأداء. في سياق إدارة الموارد البشرية العلاقاتية يتاح للمؤسسات مرونة في اختيار تطبيقات الويب أو الاعتماد على الأساليب الورقية التقليدية لدعم جهود التوظيف والاختيار. يؤكد هذا الاختيار الاستراتيجي قدرة إدارة الموارد البشرية الإلكترونية على تلبية احتياجات المؤسسات المتنوعة مما يتيح للكيانات مواءمة ممارساتها في إدارة الموارد البشرية مع المشهد التكنولوجي الحالي.

### إدارة الموارد البشرية الإلكترونية التحويلية
الفئة الثالثة والأخيرة إدارة الموارد البشرية الإلكترونية التحويلية تبدأ رحلتها في مجال الأنشطة الاستراتيجية للموارد البشرية. هنا يتحول التركيز نحو أنشطة مثل إدارة المعرفة وإعادة التوجيه الاستراتيجي وهي عناصر حاسمة للمؤسسات التي تسعى للمرونة والابتكار. في سياق إدارة الموارد البشرية التحويلية تتمنح المؤسسات القدرة على تنمية قوى العمل التي تكون مستعدة للتغيير ومزودة بمجموعة شاملة من الأدوات القائمة على الويب تتفاعل مع الأهداف الاستراتيجية العامة للشركة. ومع ذلك لدى المؤسسات أيضا الخيار في التمسك بالمواد التقليدية المستندة إلى الورق مما يؤكد الخيارات العميقة التي تواجهها في توجيه ممارسات الموارد البشرية نحو المستقبل.

## المراحل
يمكن تمييز مراحل إدارة الموارد البشرية الإلكترونية حسب كيفية استفادة نظام إدارة الموارد البشرية الإلكترونية للموارد البشرية والمديرين والموظفين في المؤسسة. المرحلة الأولى هي أن إدارة الموارد البشرية الإلكترونية هي مجرد أداة لنشر معلومات الموارد البشرية. يشمل هذا التواصل في اتجاه واحد فقط من المؤسسة إلى المديرين أو الموظفين. في هذا الشكل تستخدم الموارد البشرية بشكل عام الشبكة الداخلية كوسيلة رئيسية لتقديم معلومات الموارد البشرية. التحديات الأولى للنشر عادة ما تكون محتوى عام مثل سياسات وإجراءات المؤسسة وفوائدها ودلائل الخدمات والأحداث الحالية وما إلى ذلك. وبالتالي يتبع ذلك عادة تقديم محتوى شخصي مثل فرص الوظائف المتاحة والمصممة خصيصا للأفراد.
المرحلة الثانية هي تطوير التطبيقات الإلكترونية للمعاملات الموارد البشرية. في هذه المرحلة يوفر إدارة الموارد البشرية الإلكترونية الدعم والتكامل لسير عمل عمليات الموارد البشرية. وبالإضافة إلى ذهذه المرحلة يتم استبدال الأعمال الإدارية المستندة إلى الورق بإدخال إلكتروني. تستخدم المؤسسة الشبكة الداخلية والاتصالات الخارجية. في هذه المرحلة يتيح النظام للمديرين والموظفين الوصول إلى قواعد البيانات لتحديث المعلومات والبحث عن المعلومات واتخاذ القرارات استنادا إليها. مثال على ذلك هو أن يتمكن الموظف من الاستفسار عن بيانات خاصة به مثل الإجازات المدفوعة الأجر والأرصدة وتغطية الفوائد الحالية والبيانات الديموغرافية الشخصية وجداول العمل أو أرصدة خطة التقاعد.
المرحلة الأخيرة هي مرحلة تحول وظيفة الموارد البشرية. بدلا من التركيز على المشاكل على مستوى المعاملات يتقدم إلى دعم أهداف المؤسسة الاستراتيجية. في هذه المرحلة يغطي إدارة الموارد البشرية الإلكترونية ثلاث وظائف رئيسية. الوظيفة الأولى هي الشراكة الاستراتيجية مع سلسلة الأعمال. الوظيفة الثانية هي إنشاء مراكز الخبرة بيت للاختصاصيين في الموارد البشرية. والوظيفة الأخيرة هي العمل كمركز خدمة لتقديم خدمات الموارد البشرية بشكل أفضل. يتيح النظام في هذه المرحلة للموارد البشرية أن تلعب دورا أكثر فاعلية في رعاية رأس المال المعرفي للمؤسسة وتطوير رأس المال الاجتماعي للمؤسسة وتيسير إدارة المعرفة داخل المؤسسة.

## الأهداف
تقسم التقاليد الأهداف الخاصة بإدارة الموارد البشرية إلى ثلاث فئات: الحفاظ على كفاءة التكلفة وتعزيز الخدمة للعملاء الداخليين ومعالجة تكتيكات الأعمال. مع إدارة الموارد البشرية الإلكترونية يتم إضافة هدف رابع إلى الفئات الثلاث وهو تحسين التوجه العالمي لإدارة الموارد البشرية. تساعد إدارة الموارد البشرية الإلكترونية في تحقيق أهداف الموارد البشرية التعاملية والتحويلية. تساعد أهداف التعامل على تقليل التكاليف وتساعد أهداف التحويل على تحسين توزيع الوقت لمحترفي الموارد البشرية لكي يتمكنوا من التعامل مع قضايا استراتيجية أكثر. وبالإضافة إلى ذلك أصبحت الفوائد التشغيلية نتيجة لتنفيذ إدارة الموارد البشرية الإلكترونية. على سبيل المثال يمكن اعتبار عملية الرواتب كمثال على ذلك حيث يمكن لإدارة الموارد البشرية أن تتعامل مع مزيد من المعاملات بمزيد من الكفاءة وأقل عدد من المشاكل. زادت إدارة الموارد البشرية الإلكترونية الكفاءة وساعدت الشركات على تقليل فريق الموارد البشرية من خلال تقليل التكاليف وزيادة سرعة العمليات المختلفة. كما لها تأثيرات علاقية على الشركة حيث تمكن موظفي الشركة والمديرين من الوصول إلى معلومات الموارد البشرية وزيادة التواصل بين جميع أجزاء الشركة والمنظمات الخارجية. يتيح هذا التواصل التواصل على مستوى جغرافي لمشاركة المعلومات وإنشاء فرق افتراضية. وعلاوة على ذلك تعمل إدارة الموارد البشرية الإلكترونية على إنشاء توحيد ومع الإجراءات الموحدة يمكن التأكد من أن المؤسسة متوافقة مع متطلبات إدارة الموارد البشرية وبالتالي يتم ضمان اتخاذ قرارات أكثر دقة. وأخيرا بدأت الأبحاث تدرس الروابط بين إدارة الموارد البشرية الإلكترونية وإنتاجية العمل المنظورة سواء بشكل مباشر أو من خلال دور الوساطة لجودة خدمة الموارد العمل.

## النتائج

### النتائج على المستوى الصغير
توفر إدارة الموارد البشرية الإلكترونية تأثيرات فردية مثل رضا المستخدم وقبوله. يعود الرضا والقبول إلى القيمة المضافة مثل توفير الوقت أو زيادة دقة النتائج. على سبيل المثال يمتلك المتقدمون للوظائف انطباعات أكثر إيجابية حول استخدام التوظيف الإلكتروني بسبب زيادة عدد الوظائف المتاحة وتحسين جودة المعلومات. كما يتفاعل المتقدمون للوظائف بشكل أكثر إيجابية مع مواقع التوظيف التي تركز على توفير معلومات إيجابية ومفصلة.

### النتائج على المستوى الكبير
تصنف النتائج على المستوى الكبير كنتائج تشغيلية وعلاقية وتحويلية. تتعلق النتائج التشغيلية بكفاءة وفعالية إدارة الموارد البشرية الإلكترونية مثل تقليل فريق الموارد البشرية وتقليل التكاليف وتسريع العمليات وتخفيف عبء العمل الإداري. تشير النتائج العلاقية إلى التفاعل والشبكة بين الجهات المختلفة. تعتمد النتائج التحويلية على إعادة توجيه أساسية لنطاق وظيفة إدارة الموارد البشرية بحيث تتمكن من المساهمة في الأداء الشامل للمنظمة.

## الجوانب السلبية
تُعتبر إدارة الموارد البشرية الإلكترونية واعدة في تحسين خدمات قسم الموارد البشرية لعملاء الشركة (الموظفين والإدارة) وتحسين الكفاءة وفعالية العمل في قسم الموارد البشرية وتمكين قسم الموارد البشرية من أن يصبح شريكا استراتيجيا في تحقيق أهداف المؤسسة. ومع ذلك قد يتسبب العديد من الأمور في تحجيم الأهداف المقصودة والفوائد المحتملة لتنفيذ إدارة الموارد البشرية الإلكترونية. يجب على المؤسسة أن تنظر في المخاطر المحتملة والتبعات غير المقصودة.
أول شيء يجب على المؤسسة أن تنظر فيه هو تكلفة تنفيذ إدارة الموارد البشرية الإلكترونية. نظرا لارتباط إدارة الموارد البشرية الإلكترونية بشكل كبير بالجانب التكنولوجي فإن الاستثمار الأولي في تنفيذ نظام إدارة الموارد البشرية الإلكترونية سيترتب عليه مبلغ كبير من المال. من المتوقع أن تتفوق فوائد تنفيذ إدارة الموارد البشرية الإلكترونية على تكلفة التنفيذ. ومن أجل ضمان فعالية تنفيذ إدارة الموارد البشرية الإلكترونية يمكن للمؤسسة استخدام عدة أسئلة تشخيصية مثل ما إذا كان نظام إدارة الموارد البشرية الإلكترونية يؤثر على توافق إدارة الموارد البشرية مع استراتيجية الأعمال وما إذا كانت إدارة الموارد البشرية الإلكترونية يمكن أن تخلق ميزة تنافسية وأداءً أفضل، وما إذا كان اعتماد إدارة الموارد البشرية الإلكترونية في المؤسسات يؤدي إلى نمط مختلف أو وتيرة تغيرات في إدارة الموارد البشرية الاستراتيجية وما إذا كانت الاستثمار في إدارة الموارد البشرية الإلكترونية يتم لتشريع أعمال إدارة الموارد البشرية الاستراتيجية.
بالتالي يثير استخدام إدارة الموارد البشرية الإلكترونية مخاوف فيما يتعلق بالخصوصية والأمان. يقوم النظام بجمع معلومات عن الأفراد ويستخدمها للتحليل لدرجة تتطفل فيها على جميع أنشطة المستخدمين. يجب على المؤسسة أن تنظر في تدابير الوقاية للتعامل مع مسائل الأمان والخصوصية مثل مراجعة كيفية إدارة البيانات وإلى أي مدى يمكن تلاعب البيانات وإلى أي مدى يتم منح المستخدمين الوصول إلى بيانات محددة. يجب أيضا على المؤسسة أن تنظر في مستوى الوصول لكل وحدة متصلة عند محاولة دمج نظام إدارة الموارد البشرية الإلكترونية داخليا أو خارجيا.

## الممارسات
من حيث إدارة الموارد البشرية الإلكترونية تتمتع المؤسسات بمرونة في كيفية استخدام النظام في وظائف وأنشطة إدارة الموارد البشرية الخاصة بها.

### التخطيط الإلكتروني
تسهل إدارة الموارد البشرية الإلكترونية جمع البيانات الخاصة بالموظفين واستعادتها وتحديثها بما في ذلك معرفتهم ومهاراتهم وكفاءاتهم. إنها توفر عملية اتخاذ قرار أسرع وأكثر معرفة بمتطلبات قسم محدد.
تسمح المؤسسات باستخدام إدارة الموارد البشرية الإلكترونية بإجراء تحليل أفضل لاستخدام القوى العاملة لفحص تكوين ومهارات القوى العاملة الحالية وتوقع العرض والطلب على الموارد البشرية. عن طريق تطوير قواعد بيانات للمواهب الموجودة داخل المؤسسة ومهارات القوى العاملة الحالية يمكن للمؤسسات استخدام مهارات وتدريب الموظفين الحاليين قبل البحث عن موظفين محتملين خارجيين. يمكن للمؤسسات تحديد بدائل للوظائف الإدارية والإشرافية في المؤسسة. من خلال تتبع أداء الموظفين ذوي الإمكانات العالية مع مرور الوقت يمكن للمؤسسات تعيينهم في وظائف رئيسية عندما تصبح الوظائف شاغرة. يمكن للمؤسسات الحصول على تحليلات القوى العاملة وتحليل نتائج إدارة الموارد البشرية الرئيسية بشكل خاص (مثل الإنتاجية ومعدل الانتقال والغياب ومستويات رضا الموظفين). يمكن استخدام البيانات لإجراء استطلاعات دورية لمستويات رضا الموظفين وهي مهمة للغاية لبقاء ونجاح المؤسسات.
من ناحية أخرى قد تعتبر المؤسسات إدارة الموارد البشرية الإلكترونية حلا عاملا مما يجعلها تطور توقعات غير واقعية بأن هذه الأنظمة يمكن أن تزيد الأرباح والكفاءة التنظيمية العامة. في الواقع القدرة على تحسين الربحية التنظيمية أو معدلات البقاء تعتمد على الكفاءة الداخلية والطلب على المنتجات والخدمات.

### التوظيف الإلكتروني
من خلال تقنيات الإدارة الإلكترونية للموارد البشرية يمكن للمؤسسة الحصول على قاعدة مرشحين أكبر ومساعدة في عملية الاختيار. نتيجة لذلك يمكن للمؤسسة تقصير عمليات التوظيف وتقليل تكلفة التوظيف.
تستطيع المؤسسات جذب عدد أكبر من المتقدمين بفضل وصولها الجغرافي الأوسع وتنوع المتقدمين المؤهلين. يمكن للمؤسسات تخفيف الأعباء الإدارية من خلال تطبيقات الوظائف التلقائية وفحص السير الذاتية والردود التنظيمية على المتقدمين. يمكن للمؤسسات تقليل وقت الدورة والتكاليف في عملية التوظيف من خلال استخدام برامج للفحص التلقائي. يمكن للمؤسسات تتبع المتقدمين تلقائيا ورصد الأداء ومعدلات الاحتفاظ بعد التوظيف وتحديد العوامل التي تؤثر على الوضعيات الناجحة. يمكن للمؤسسات تعزيز هويتها من خلال التواصل بثقافة الشركة وقيمها للمتقدمين المحتملين مما يزيد من جاذبية المتقدمين ويساعد في التمييز عن المنافسين.
ومع ذلك قد تجذب المؤسسات في الواقع أعدادا أكبر من المتقدمين غير المؤهلين بشكل جيد وأولئك الذين لا يتناسبون بشكل جيد مع المؤسسة. لا يؤدي الإدارة الإلكترونية للموارد البشرية دائما إلى تحسين الجودة العامة للمتقدمين. تزيد المؤسسات بطرق أخرى من أعباء العمل الإداري بسبب حجم زيادة المتقدمين بشكل كبير. قد تفشل المؤسسات في جذب المتقدمين الموهوبين بسبب الطبيعة الغير شخصية للتوظيف الإلكتروني ومواقع التوظيف التي ليست سهلة الاستخدام. قد لا تتمكن المؤسسات من الوصول إلى أعضاء في بعض المجموعات المحمية بسبب الفجوة الرقمية وعدم القدرة على الوصول إلى النظام وعدم القدرة على استخدام الكمبيوتر. هذا يؤثر بشكل سلبي بشكل مفرط على أعضاء بعض المجموعات المحمية مثل الأقليات العرقية وكبار السن المتقدمين وذوي الإعاقة وأولئك الذين يعيشون في المناطق الريفية.

### الاختيار الإلكتروني
يمكن للمؤسسات تبسيط عملية الفحص الأولي وتقليل الأعباء الإدارية والتكاليف المرتبطة بمراجعة العديد من الطلبات أو السير الذاتية من خلال استخدام ميزات المسح والتصفية التلقائية. يمكن للمؤسسات إجراء اختبارات التوظيف عبر الإنترنت بفضل السرعة والتوقيت والمرونة وتقليل التكاليف العامة المرتبطة بالاختبارات. يمكن للمؤسسات الحصول على نتائج اختبارات الاختيار تلقائيا وتزويد المتقدمين بتغذية راجعة فورية حول مدى تأهيلهم للوظائف. يمكن للمؤسسات إجراء المقابلات عبر الهاتف ومؤتمرات الفيديو وغيرها من أشكال التكنولوجيا. يمكن للمؤسسات جمع وتخزين البيانات المستخدمة لتقييم صدق الاستدلالات المستخدمة من خلال مؤشرات الاختيار وفعالية العملية الاختيارية بشكل عام. يمكن استخدام البيانات المستخلصة من استبيانات الإنترنت لفحص ردود فعل المتقدمين على عملية الاختيار ويمكن استخدام هذه البيانات لتحسين إجراءات الاختيار.
قد تواجه المؤسسات مخاطر عدم تكافؤ الاختبارات المحوسبة أو المعتمدة على الإنترنت مع الاختبارات المصادق عليها سابقا. في بعض الأبحاث تبين أن النتائج في النوعين من الاختبارات غير متساوية. قد لا تكون المؤسسات قادرة على استخلاص استدلالات صحيحة حول أداء المتقدمين في العمل من خلال الاعتماد على النتائج أو التقييمات في إجراءات الاختيار الجديدة (مثل طلبات الإنترنت والاختبارات المحوسبة والمقابلات الإلكترونية). بعض الأسباب تشمل الكلمات الرئيسية غير الصحيحة وعدم التساوي في النتائج بين الاختبارات المحوسبة ونسخة الورق والقلم وطبيعة المهام المطلوبة لأداء مهمتين معرفيتين في نفس الوقت: التصفح في برنامج الاختبار وإكمال الاختبار في الوقت نفسه. قد تواجه المؤسسات مخاطر فقدان المتقدمين المؤهلين الذين يعانومن ضعف القدرة الذاتية في استخدام الكمبيوتر أو القلق من الكمبيوتر الأعلى والذين يحققون أداء أقل في الاختبارات عبر الإنترنت مقارنة بالاختبارات بالورق والقلم.

### التعلم الإلكتروني
من خلال استخدام مواد مفتوحة ومرنة يعد التعلم الإلكتروني نهجا مبتكرا مصمما بشكل جيد موجها نحو الطلاب تفاعليا وبيئة تعلمية مساعدة لأي شخص. يتيح التعلم الإلكتروني لهم اكتساب المعرفة دون أن يكونوا مقيدين بالوقت والمكان. على سبيل المثال قلصت شركة إرنست آند يونغ وقت التدريب بنسبة 52٪ من خلال التعلم الإلكتروني. يمكن للمؤسسات تطوير ثقافة تعلم مرنة أكثر توجها نحو الطالب من خلال التعلم المتنقل عن طريق توفير تجارب وسائط متعددة مركزة وموجهة زمنيا وذات صلة بالوظيفة يمكن الوصول إليها من خلالها من قبل الموظفين.
يمكن للمؤسسات توفير تكاليف التدريب. تعتبر التكاليف المتعلقة بالسفر واحدة من أكبر المصروفات في التدريب الشركات حيث تشير التقديرات إلى أن حوالي 40٪ من تكاليف التدريب مرتبطة بالسفر. تشير الأبحاث باستمرار إلى أن التعلم الإلكتروني يمكن أن يقلل التكاليف ويحسن الكفاءة. يمكن لبعض الشركات تقليل تكاليف التدريب من خلال تنفيذ التعلم الإلكتروني مثل إرنست ويونغ التي قلصت 35٪ من تكاليف التدريب وشركة آي بي إم التي قلصت ميزانية التدريب بمقدار 400 مليون دولار وشركة سيسكو التي قلصت 40-60٪ من تكاليف التدريب.
على الرغم من أن نموذج التعلم الإلكتروني يوفر مزايا إلا أنه يترتب عليه أيضا عدة عواقب يجب على المؤسسة أن تأخذها في الاعتبار. أحد العواقب الشائعة هو انخفاض التفاعل البشري بين المدرب والمتدرب. يعود ذلك إلى أن التعلم الإلكتروني إلى حد ما يضع المتدربين في ظروف منعزلة. في كثير من الأحيان لا يتضمن التعلم الإلكتروني وجود مدرب بشكل نشط بل يستخدم مواد دراسية معدة مسبقا تشمل الفيديو والقراءات المكثفة. بشكل فعال يقوم المتدرب بالتعلم بمفرده.

### التعويض الإلكتروني
من خلال استخدام البرامج والأدوات القائمة على الويب يمكن للمديرين تصميم وإدارة وتقرير سياسات التعويض. يمكن لنظام التعويض الإلكتروني أن يدير روتينات إدارة التعويض بما في ذلك الاستجابة للموظفين عند طلب معلومات سرية أو نظام مكافأة محدد.
يمكن للمؤسسات زيادة الكفاءة وتقليل التكاليف باستخدام التكنولوجيا لدعم التعويضات والفوائد. يمكن لنظام تخطيط التعويض التلقائي تقليل 850,000 دولار سنويا من التكاليف الإدارية وتقليل وقت تخطيط التعويض بأكثر من 50٪. تحصل المؤسسات على دقة البيانات المحسنة لأن هذه الأنظمة يمكن أن تقلل من الأخطاء وتزيد من دقة اتخاذ القرارات. يمكن للمؤسسات دمج البيانات بشكل أفضل من مصادر خارجية (مثل استطلاعات الأجور) ومصادر داخلية (مثل التعويضات الحالية) مما يمكنها من تحديد أي مناطق لا يتساوى فيها التعويض.
يمكن للمؤسسات وضع استراتيجيات تعويض تحسن التكافؤ الداخلي والخارجي باستخدام بيانات أكثر دقة وتواصل أسرع ومكتمل. يمكن للمؤسسات دمج بيانات الأجور الخارجية في خطط التعويض بسرعة وكفاءة أكبر والتعامل مع قضايا الأجور داخل الشركة بشكل أكثر استباقية للحد من خطر فقدان الموظفين بسبب الاختلافات في الأجور.
يمكن للمؤسسات زيادة تصورات الموظفين للدعم التنظيمي وسلوكيات المواطنة التنظيمية. الأنظمة التي تكون دقيقة وآمنة وسهلة الاستخدام وتوفر الراحة للموظف تؤدي إلى مستويات أعلى من الرضا ومستويات أعلى من الدعم التنظيمي المتصور وزيادة مستويات المشاركة في سلوكيات المواطنة التنظيمية. من خلال أنظمة المزايا الإلكترونية المصممة بشكل جيد يمكن للمؤسسات مساعدة الموظفين في فهم أفضل للفوائد المتاحة لهم مما يعزز كيفية إدراك الموظفين لمنظمتهم ويحفزهم على المشاركة في سلوكيات المواطنة بشكل أكبر.
قد لا يتم تلبية احتياجات المؤسسات من قبل النظام بسبب الصلابة والعناد. يمكن للمؤسسات أن تفشل في الاحتفاظ بالموظفين لأنها يجب أن تحصل على زيادات في الراتب بشكل أسرع استنادا إلى الأداء أو عرض وظيفي منافس مقارنة بما يجب أن يكون استنادًا إلى معايير وقواعد الشركة.
من ناحية أخرى في بعض الأحيان قد يعتمد المديرون بشكل كبير على التكنولوجيا في عملية صنع القرار. الامتثال الأعمى لبرامج التعويض يعتبر تخليا عن مسؤولية المدير ولا يكون فعالا للشركة على المدى الطويل. بالإضافة إلى ذلك نظرا لأن بيئة الأعمال تتطور بسرعة قد لا تكون التكنولوجيا قادرة على مواكبة التغيرات في بيئة الأعمال مما يتسبب في تقديم نظام التعويض الإلكتروني قديما. لذا ستحتاج نماذج القرار العملية التي تعمل اليوم إلى التطور مع مرور الوقت لضمان استمرار ملاءمتها في المستقبل.

### إدارة الأداء الإلكترونية
يمكن تفسير إدارة الأداء الإلكترونية على أنها أنظمة الكمبيوتر السمعية والبصرية لعمليات إدارة الأداء: التجميع والتخزين والتحليل والتقرير. من المتوقع أن يحقق الأداء التنظيمي العالي من خلال الأداء الفردي من خلال تزويد الموظفين بالمعرفة والتقنيات والأساليب وأنظمة الدعم اللازمة.
تقدم إدارة الأداء الإلكترونية لوظائف إدارة الأداء مزايا هامة للمؤسسات بما في ذلك اتخاذ القرارات المستندة إلى البيانات وتيسير العمليات وتخفيف العبء الإداري وتوفير التكاليف. تتمتع هذه الأنظمة أيضا بدعم خاصة من قبل الموظفين الأصغر سنا وتسهل توحيد المعلومات ودمجها في الشبكات.
ومن جانب آخر ينطوي استخدام إدارة الأداء الإلكترونية على بعض العيوب بما في ذلك إمكانية تخصيص الموارد بشكل غير فعال وتقييد التفاعل المستخدم مع تأثير اللامركزية بناء على أهمية القرارات على مستوى الأدنى. قد يظهر النظام قلة في المرونة والقدرة على التكيف وطلبات معالجة زمنية كبيرة على الرغم من أن اللامركزية يمكن أن تخفف هذه المشكلات من خلال تبسيط عملية صنع القرار وتعزيز مبادرة العاملين. تنشأ مخاطر مالية نتيجة لارتفاع تكاليف الإنشاء والتي غالبا ما تنطوي على مستشارين خارجيين غير ملمين بتفاصيل مؤسسة معينة. حتى عندما يتم تطويرها داخليا يمكن أن يواجه النظام تحديات مثل جداول زمنية للتطوير الممتدة ومتطلبات التكيف المستمرة والاعتماد على خبراء رئيسيين. إذا غادر المطورون الشركة قد تنشأ مشاكل في الدعم والتشغيل.